# Национальный космический центр
Национальный космический центр (НКЦ) — строящийся в Москве, на свободной территории ГКНПЦ имени Хруничева в Филях, аэрокосмический кластер.
В НКЦ под одной крышей планируется объединить 18 из 30 московских КБ и предприятий ракетно-космической отрасли Москвы — в сумме, около 12 тысяч сотрудников. Итого, вместе с 8 тысячами сотрудников Центра им. Хруничева, в кластере будут работать около 20 тысяч человек. Он станет филиалом Особой экономической зоны Технополис «Москва».
Строительство НКЦ ведёт строительно-инжиниринговый холдинг «Мосинжпроект». Оно началось в 2019 году, завершение строительства планируется в 2024 году, а в 2025 году состоится переезд в него организаций отрасли.

## Цель
Концентрация предприятий и производств отрасли призвана создать синергетический эффект от повышения интенсивности их взаимодействия, создания качественно новой среды и сокращения хозяйственных расходов предприятий (планируется суммарная экономия около 1 млрд рублей в год). Кроме этого, по задумке мэрии, НКЦ должен стать центром нового «Большого Сити» — территории, расположенной к западу от «Москва-Сити», где в ближайшие годы возведут около 6 млн м² жилья, офисов и коммерческих объектов.
Вдобавок к научной и производственной составляющим, в НКЦ будет создан «научно-образовательный комплекс с базовыми кафедрами опорных вузов отрасли».

## Здание
Здание НКЦ, общей полезной площадью 250 тыс. м², будет иметь 47-этажную трёхгранную 248-метровую (по другим данным, 288-метровую) доминанту в форме, напоминающей ракету, установленную на стартовом столе, с пристроенными к ней горизонтальными корпусами. Под него выделен участок площадью 6,9 га. После постройки здание НКЦ передадут на баланс Центра Хруничева, что поможет оздоровить его финансовую ситуацию.
Здание будет пронизывать сквозная галерея, символизирующая ленту времени и рассказывающая об истории освоения космоса.
В НКЦ будет также создан Ситуационный центр с «зеркалом» ЦУПа, большой зал заседаний и пресс-центр, а также кабинеты для президента и премьер-министра России.

## Организации
Согласно первоначальным планам, Центр включит в себя головные подразделения основных организаций ракетно-космической отрасли, конструкторские бюро, профильные структурные подразделения научно-исследовательских и образовательных организаций.
Некоторые организации, планируемые к перемещению в НКЦ: Центр им. Хруничева (остается в Филях), Госкорпорация Роскосмос, АО «ОРКК», ФГУП «Организация „АГАТ“», ФГУП «НПО „Техномаш“», АО «Институт навигационных технологий», АО «Российские космические системы», ФКУ «Дирекция космодрома „Восточный“», АО «Главкосмос», АО «ЭХО», АО «ЦЭНКИ», АО «НТЦ „Охрана“», ФГУП «НТЦ „Заря“», Фондсервисбанк, АО «СС „Гонец“», ФГУП «Центр „Звёздный“», АО «РК-Активы», ООО «СБ „РС-Страхование“», АНО «Союз работодателей ракетно-космической отрасли», АНО «Корпоративная академия Роскосмоса», АНО «РоскосмосСпорт», АО «Корпорация „Компомаш“».
21 апреля 2021 года глава Роскосмоса Дмитрий Рогозин предложил также переехать в Национальный космический центр учёным Института медико-биологических проблем (ИМБП) и Института космических исследований (ИКИ) РАН.

## История проекта
Идея создания НКЦ была предложена в 2018 году главой Роскосмоса Дмитрием Рогозиным; задача по его созданию была поставлена президентом России Владимиром Путиным в его Послании Федеральному собранию в феврале 2019 года, а идея размещения Центра на избыточных площадях ГКНПЦ им. Хруничева была предложена мэром Москвы Сергеем Собяниным. В этом же году была создана концепция строительства НКЦ, и в октябре 2019 года она была утверждена.
На осень 2021 года в строительстве были задействованы более 700 человек, в конструкцию было уложено 8500 м³ бетона.
К маю 2022 года возведено более 80 % основных конструкций центра, в конструкцию уложено 142 000 м³ бетона, работы ведутся на уровне 17-го этажа. На август возведены 27 этажей, начались фасадные работы и прокладка инженерных систем.
В начале ноября 2022 года общая готовность основных конструкций всего комплекса зданий Национального космического центра оценивалась на 90 %, монолитные работы по возведению башни НКЦ были выполнены на 70 % (готовы 34 этажа башни). В общей сложности на объектах НКЦ уложено более 167 000 м³ бетона.
10 апреля 2023 года первый замгендиректора Роскосмоса Андрей Ельчанинов сообщил СМИ, что на данный момент завершён монтаж инженерных конструкций низкоэтажной части здания, ведётся остекление фасадов. Возведение доминанты комплекса находится на завершающей стадии — отлито в бетоне 42 из 47 этажей. Срок завершения работ по строительству запланирован на 2024 год, а переезд госкорпорации и её организаций — на 2025 год.